# Réintégration en droit du travail français
Pour un article plus général, voir Contrat de travail en France.
En droit français, la réintégration est l'acte juridique par lequel un salarié dont le contrat de travail avait été suspendu reprend sa place dans l'entreprise. Elle peut également être prononcée en justice dans certains cas, notamment à la suite de l'annulation d'une autorisation administrative de licenciement. On parle même parfois de droit à réintégration.

## Champ d'application: les salariés concernés

### Les salariés protégés
Les salariés protégés bénéficient de la procédure spéciale de licenciement prévue par l'article L. 412-18 du Code du travail. Celle-ci se décompose en deux temps :
- l'employeur doit d'abord demander une autorisation de licenciement à l'inspection du travail (autorisation administrative),
- puis procéder à la notification suivant la procédure classique.

En cas d'annulation de leur licenciement, les salariés protégés bénéficient du droit à réintégration.
Le salarié protégé qui a été licencié en vertu d’une autorisation administrative peut, lorsque cette autorisation est annulée, demander dans les deux mois à compter de la notification de la décision d’annulation, sa réintégration dans son emploi ou un emploi équivalent. Il a en outre le droit d’être indemnisé du préjudice subi par lui depuis son licenciement jusqu’à sa réintégration.
Le salarié protégé qui ne demande pas ou plus sa réintégration a droit à l’indemnisation de son préjudice depuis son licenciement et jusqu’à l’expiration du délai de deux mois à compter de la notification de la décision annulant l’autorisation de licenciement. De plus, le salarié protégé, qu’il ait ou non demandé sa réintégration, peut prétendre au paiement des indemnités de rupture, s’il n’en a pas bénéficié au moment du licenciement et s’il remplit les conditions pour y prétendre, ainsi qu’au paiement de l’indemnité prévue par l’article L. 122-14-4 du Code du travail, s’il est établi que son licenciement était, au moment où il a été prononcé, dépourvu de cause réelle et sérieuse.
Parmi les salariés protégés on trouve :
- Les représentants du personnel : délégués syndicaux, délégués du personnel, membres du comité d'entreprise, membres du comité d'hygiène, de sécurité et des conditions de travail, les conseillers prud'hommes, les conseillers du salarié, les administrateurs CPAM... Lors d'un doute il est conseillé de prendre l'avis préalable des services de l'inspection du travail.

En outre, les anciens représentants du personnel continuent à bénéficier de la protection durant 6 mois après la fin de leur mandat.
Les anciens délégués syndicaux continuent à bénéficier de la protection durant 12 mois après la fin de leur mandat. Ce distinguo ne rend pas la tâche de l'employeur plus simple !
La réintégration est de droit également lorsque l'employeur licencie un ancien salarié protégé au terme de sa protection pour des faits commis pendant la période de protection.
'"Un salarié protégé ne peut être licencié au terme de son mandat en raison de faits commis
pendant la période de protection."'
Quand bien même l'employeur évoquerait le fait qu'il n'a decouvert les faits supposés fautifs à la fin de la période dite de protection.
Si à l’issue de la période de protection, l’employeur n’a plus besoin d’autorisation
administrative pour licencier un ancien représentant du personnel, il ne peut invoquer pour
rompre le contrat, des faits qui se sont passés à l’époque où le salarié était encore protégé.
En l’espèce, un délégué du personnel est convoqué à un entretien préalable au licenciement et fait l’objet
d’une mise à pied conservatoire le 2 décembre 1999. L’autorisation de licenciement ayant été
refusée, son employeur l’invite à reprendre son emploi. Le 16 décembre 2000, le salarié quitte
l’entreprise reprochant à son employeur de le mettre dans l’impossibilité d’exercer ses
fonctions. Il est licencié pour faute lourde le 19 décembre 2000, alors qu’il avait perdu sa
qualité de salarié protégé.
²
La Cour de cassation, en désaccord avec la Cour d’appel, décide « qu’un salarié protégé ne
peut être licencié au terme de son mandat en raison de faits commis pendant la période de
protection, qui auraient dû être soumis à l’inspecteur du travail ».
Cette jurisprudence a été reprise dans cette seconde affaire :
Salarié protégé : réintégration Un salarié, ayant été candidat à des élections professionnelles, est licencié 4 mois ½ plus tard, sans que l’employeur ne sollicite l’autorisation de l’inspecteur du travail (nécessaire pourtant, car il bénéficiait d’une protection de 6 mois). Ayant pris connaissance du statut protecteur, l’employeur réintègre le salarié avec son accord. Il le licencie à nouveau un mois plus tard (la protection était terminée) pour les mêmes faits. Le salarié attaque au motif qu’il a été sanctionné deux fois pour le même objet. Pour la Cour d’appel, on ne peut parler de double sanction, car la première procédure a été mise à néant d’un commun accord. Il ne s’agissait donc pas d’une réintégration au sens de l’article L. 436-3 du code du travail, qui ne la prévoit qu’après annulation sur recours hiérarchique ou contentieux. La Cour de cassation rétablit la réalité des faits, et annule l’arrêt de la Cour d’appel : « L’employeur est contraint de réintégrer le salarié, licencié en violation de son statut protecteur, qui en fait la demande ; le simple accomplissement de cette obligation ne fait pas disparaître le caractère illicite de la sanction prononcée qui ne peut être réitérée à l’issue de la période de protection, pour des faits commis pendant cette période dont la connaissance a été soustraite à l’inspecteur du travail » (Cass. Soc. 13/09/05, n° 02-45.184).

#### La femme enceinte
La femme enceinte bénéficie de la protection instaurée par l'article L. 122-25-2 du Code du travail. Son droit à réintégration est posé notamment dans un arrêt rendu par la Chambre sociale le 30 avril 2003.
Lorsque l'employeur ignore l'état de grossesse de la salariée et propose de la réintégrer une fois informé de l'état de grossesse, le refus de la salariée de reprendre son travail la rend responsable de la rupture et lui interdit de réclamer des dommages-intérêts.
Ceci n'est plus forcément vrai dans la mesure où des arrêts de la cour de cass plus récents unifient le régime de la nullité du licenciement.
- pourvoi 00-44.811 du 30/4/2003 concernant le droit à réintégration de la salariée enceinte même en présence d'un litige salarial
- pourvoi 02-42315 du 16/6/2004 concernant le droit à réintégration de la salariée enceinte même en présence d'une clause contractuelle valide qui aurait dû entrainer son licenciement pour survenance d'un fait extérieur à l'état de grossesse.

COMMENTAIRES (sur prudhommesisere.free.fr) : L. 122-25-2 du Code du travail est extrêmement protecteur et prévoit à sa demande la réintégration de la salariée en état de grossesse si le licenciement dont elle a été frappée est nul, même s'il y a un litige en cours quant à la rémunération de l'intéressée.
En pratique, il peut arriver qu'un employeur procède à un licenciement alors même qu'il ignore l'état de grossesse de la salariée.
Dans ce cas l'alinéa 2 de l'article L 122-25-2 du code du travail dispose que l'intéressée peut obtenir l'annulation de son licenciement si dans un délai de 15 jours à compter de la notification de la rupture du contrat elle envoie à son employeur par LRAR un certificat médical justifiant de son état de grossesse.
Jusqu'à présent l'application de ce texte conduisait les tribunaux à accorder la réparation pécuniaire du préjudice comprenant les indemnités de licenciement, le préavis, les congés payés et les salaires correspondant à la période protégée ainsi que d'éventuels dommages-intérêt mais la salariée ne retrouvait pas son emploi.
Le présent arrêt constitue donc un revirement de jurisprudence puisqu'il affirme que la nullité du licenciement permet la réintégration de la salariée à sa demande dans son précédent emploi ou un emploi équivalent à moins qu'elle ne préfère l'indemnisation de son licenciement.
(Cet arrêt prolonge un arrêt précédent Cass soc 9/10/2001 n° 99-44353 Bull civ V n° 314 RJS 2001 986 n° 1468 sem soc Lamy qui indiquait " attendu cependant que le salarié dont le licenciement est nul et qui ne demande pas sa réintégration a droit aux indemnités de rupture et à une indemnité...." on pouvait déjà en déduire que la salariée pouvait demander sa réintégration.)
Désormais on aboutit à une unification du régime de la nullité du licenciement : ce qui est nul n'est pas censé avoir existé et ouvre droit à réintégration, le régime particulier des salariées enceintes qui les privaient de réintégration n'est plus d'actualité.

Si l'employeur tarde à proposer la réintégration, la salariée peut refuser et est en droit de réclamer, sur le fondement de l'article L. 122-30, le salaire de la période couverte par la nullité du licenciement et d'éventuels dommages-intérêts. Si l'employeur propose la réintégration dès qu'il a eu connaissance de la grossesse, la salariée qui ne reprend pas son activité prend l'initiative et la responsabilité de la rupture.

#### Les salariés victimes d'accident du travail ou de maladie professionnelle
Ces salariés sont soumis à l'article L. 122-32-2 du Code du travail.

### Cas particuliers
- Le salarié conseiller prud'homme

L'annulation d'une autorisation de licenciement d'un salarié conseiller prud'homme permet à ce dernier de demander réintégration dans son emploi ou dans un emploi équivalent dans un délai de 2 mois suivant la notification de la décision d'annulation.
Il ne s'agit toutefois pas ici du droit à réintégration prévu pour les délégués syndicaux, l'article L. 514-2 du Code du travail renvoie seulement à l'article L. 412-18 qui prévoit la procédure spéciale de licenciement. Autrement dit, seule le non-respect de la procédure entraine possibilité de réintégration, il en va différemment en cas d'annulation du licenciement d'un salarié conseiller prud'homme.
- En cas de requalification d'un CDD (Contrat à durée déterminée) irrégulier, le salarié a droit à des indemnités mais pas à réintégration[7].

- Dans le cadre d'un licenciement pour motif économique, on a affaire à l'obligation de reclassement, qui est distincte du droit à réintégration.

Sauf dans le cas de l'annulation d'un licenciement à la suite de la nullité du plan social. Dans ce cas, un arrêt rendu par la chambre sociale le 15 février 2006 est venu préciser les limites de l'obligation de réintégration en cas d'annulation d'un licenciement pour nullité plan social : « Attendu, cependant, qu'après annulation d'un licenciement pour nullité du plan social, aujourd'hui plan de sauvegarde de l'emploi, l'obligation de réintégration résultant de la poursuite alors ordonnée du contrat de travail ne s'étend pas au groupe auquel appartient l'employeur ; ». L'obligation de réintégration ne s'étend donc pas au groupe dans ce cas.
- Le salarié mis à la disposition d’une filiale étrangère entre dans le champ d’application de l’article L. 1231-5 du Code du Travail. S’il est licencié par la filiale, la société mère doit assurer son rapatriement et lui procurer un nouvel emploi « compatible avec l'importance de ses précédentes fonctions en son sein ». Si la société mère veut le licencier, elle doit respecter les règles de procédure.

Pendant longtemps, ces règles de rapatriement et de réintégration supposait une relation de travail effective et en cours entre la société mère et le salarié à la date de la mise à disposition.
Mais, dans un arrêt du 30 mars 2011, la Cour de cassation a énoncé que l'article L 1231-5 du Code du travail « ne subordonne pas son application au maintien d'un contrat de travail entre le salarié et la maison mère ». Dans cette affaire, la société mère française s'était contentée d'engager un salarié en contrat à durée déterminée pour une durée de deux mois, avant que ce dernier soit engagé par la filiale américaine à l'issue du contrat à durée déterminée.
Ensuite, dans un arrêt du 7 décembre 2011, la Cour de cassation a affirmé que « le seul fait que le salarié n'ait pas, avant son détachement, exercé des fonctions effectives au service de l'employeur qui l'a détaché ne dispense pas celui-ci de son obligation d'assurer son rapatriement à la fin du détachement et de le reclasser dans un autre emploi en rapport avec ses compétences ».
Ainsi, il est maintenant question de « compétences » pour la Cour de cassation, et non plus de « fonctions » comme mentionné dans l’article L 1231-5 du Code du travail, ce qui peut être particulièrement subjectif.
De plus, dans ce cas, il ne s'agit plus simplement de réintégrer le salarié, mais plutôt de le reclasser, puisqu’il n’a jamais occupé aucune fonction au sein de la société-mère. Cependant, ni les périmètres temporels et géographiques ni le contenu de cette obligation de reclassement ne sont définis.

## Mise en œuvre
La réintégration du salarié doit s'effectuer, si possible, dans son emploi. À défaut, dans un emploi équivalent, c'est-à-dire offrant les mêmes perspectives de carrière, le même niveau de rémunération et la même qualification.
Cette réintégration doit être effective. À cet égard, la mise en disponibilité pendant la période de protection restant à courir ne constitue pas une réintégration.
L'employeur est tenu de respecter ce droit et de tout faire pour le mettre en œuvre de bonne foi. Il peut cependant lui arriver de se trouver dans l'impossibilité absolue de réintégrer le salarié.
L’employeur qui continue à faire obstacle à la réintégration d’un salarié pourtant imposée par une décision de justice s’expose à payer une indemnité égale à la rémunération que le salarié aurait perçu jusqu'à ce que, renonçant à la réintégration, il prenne acte de la rupture de son contrat.
La prise d’acte de la rupture de son contrat en raison du refus de l’employeur de le réintégrer rend le licenciement sans cause réelle et sérieuse.
Ainsi, l’employeur s’expose également à devoir payer les indemnités pour licenciement sans cause réelle et sérieuse.

### Articles
- Couturier Gérard, Les nullités du licenciement, Droit social, 1977, p. 215
- Grevy Manuela, Réflexions autour de la sanction des droits fondamentaux en droit du travail, Droit Ouvrier, 2006, p. 114
- Henry Michel, La réintégration des salariés non protégés, Droit Ouvrier 1995 p.371
- (ouvr. coll.) Actualité de la réintégration, numéro spécial, Droit Ouvrier mars 1999
- Puigelier (C.), JCP E Semaine Juridique (édition entreprise), 19/11/1998, pp.1838-1839, note sous arrêt.
- Sinay Hélène, La réintégration, Mélanges Gérard Lyon-Caen, 1989, Dalloz, p.415
- Verdier Jean-Maurice, Les représentants des salariés : protégés ou exposés, Mélanges Jean Pélissier, 2004, Dalloz p.571

ouvrages :
- Rose H., Struillou Y., Droit du licenciement des salariés protégés, 3e ed., 2007, Economica
- Dockes Emmanuel, Droit du travail, 3e éd., Dalloz, coll. hypercours, 2008, § 498-504, 1155
- Ludovic Sautelet, Reclassement : les devoirs de la société mère, Entreprise et Carrières n°1096 du 15 au 21 mai 2012